# Trididemnum paraclinides
Trididemnum paraclinides är en sjöpungsart som beskrevs av Kott 1982. Trididemnum paraclinides ingår i släktet Trididemnum och familjen Didemnidae. Inga underarter finns listade i Catalogue of Life.